# WATU
L'unité « Tactiques » des Atterrages Occidentaux (Western Approaches Tactical Unit, WATU) est une unité de la marine britannique créée en janvier 1942 dans le but de développer et de diffuser des techniques de lutte contre les attaques des convois trans-atlantiques par les sous-marins nazis. 
Elle est dirigée par le captain Gilbert Roberts (en) et principalement animée par les femmes du WRNS (dites Wrens). 
Le principal outil utilisé pour étudier les méthodes d'attaque des U-Boote et développer des contre-mesures était le wargame. Après avoir contribué à contenir la menace que faisaient peser les U-Boote, l'école WATU continue de mettre en place des tactiques anti-sous-marines pour le restant du conflit, comme à l'occasion de l'opération Overlord ou des opérations dans le Pacifique. 
L'école WATU formait les officiers de marine au long de stages d'une semaine, pendant lesquels les stagiaires participaient à des wargames. WATU cessa ses activités à la fin du mois de juillet 1945.

## Missions
Au commencement du conflit, les Britanniques continuaient à voir la lutte anti-sous-marine (ASM) telle qu'elle avait été menée lors du Premier conflit mondial. De leur côté, les Allemands avaient réfléchi aux difficultés soulevées par l'attaque de convois maritimes ; ils avaient élaboré des tactiques d'attaque de groupe adaptées à la guerre contre ces convois.
Dès les premiers jours du conflit, l'Allemagne nazie déploie des sous-marins pour attaquer le commerce transatlantique. Les résultats sont à la hauteur. En 1938, le Royaume-Uni avait reçu 68 millions de tonnes de biens importés ; en 1941, le montant reçu ne s'élevait plus qu'à 26 millions de tonnes. La production intérieure ne permettant pas au Royaume-Uni d'atteindre l'autosuffisance, le pays risquait d'être acculé à la capitulation pour éviter que la population ne meure de faim. En mars 1941, Winston Churchill déclare que le pays livre la bataille de l'Atlantique. Il place la lutte anti sous-marine (ASM) parmi les priorités les plus grandes.
Éclairée par l'étude des messages radio interceptés, la Royal Navy découvre que les U-Boote agissent en groupe, sans en déduire les tactiques qu'ils appliquent. Le 1er janvier 1942, l'amiral Cecil Vivian Usborne (en) donne l'ordre au Captain Gilbert Roberts de mettre sur pied une unité particulière auprès du Commandement des Atterrages Occidentaux à Liverpool, afin d'analyser les tactiques des U-Boote et d'élaborer celles permettant aux convois et à leurs escortes de les contrer. Roberts avait conçu des wargames pendant une précédente affectation au Portsmouth Tactical School. Pendant deux ans, il a utilisé ce type de jeux pour développer des tactiques et stratégies nouvelles. De surcroît, Roberts avait les qualités pédagogiques pour promouvoir les tactiques qu'il élabore auprès des commandants de navires d'escorte.

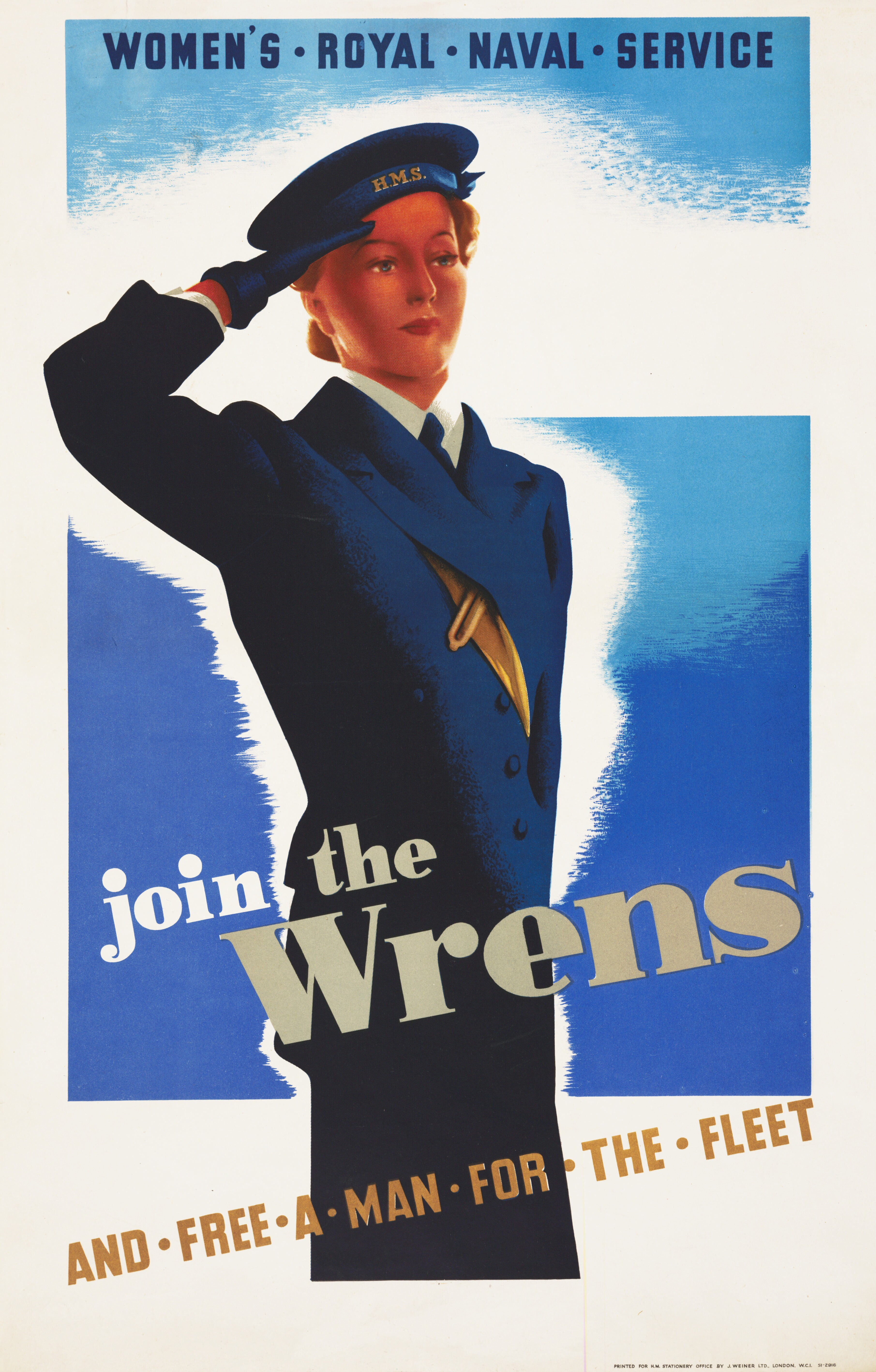
Affiche pour le recrutement des WRNS.

Roberts rejoint Liverpool et se met en devoir de créer le centre de formation, localisé au dernier étage de l'immeuble abritant le commandement des Atterrages Occidentaux. Dans cet immeuble, la majeure partie du personnel était féminin, composé de membres du Women's Royal Naval Service (« WRNS », mais plus généralement désignées, par homophonie, « Wrens », mot désignant, en anglais, certaines familles de passereaux). De la sorte, Roberts recrute chez les Wrens la majeure partie de son personnel. 66 Wrens servent au WATU de 1942 à 1945.
Roberts et son équipe réexaminent les rapports de combat rédigés par les commandants des escorteurs, montant des wargames pour déterminer comment agissaient les U-Boote et, finalement, pour définir les tactiques propres à neutraliser ces derniers. La première tactique imaginée, dès janvier 1942, porte le nom de « Framboise » (« Raspberry »). Un autre pan des activités du WATU consistait à former les officiers de marine à leur mission de protection des convois, en les faisant également participer à des wargames. Le  premier groupe de stagiaires est accueilli le 2 février 1942. La formation dure six jours, du lundi au samedi, avec une session chaque semaine de février 1942 à la fin du mois de juillet 1945 et avec un nombre de stagiaires pouvant aller jusqu'à cinquante personnes. La formation offerte par le WATU s'adressait aux officiers de marine britanniques mais aussi à ceux d'autres nations, comme le Canada, les États-Unis, la Nouvelle-Zélande, la Norvège, l'Afrique du Sud, la Pologne et la France libre.
En 1944, l'existence du WATU était connue du grand public. Un petit article avait paru dans le quotidien The Daily Herald. Un mois plus tard, un autre article était publié dans le magazine Illustrated.
Le WATU disparaît à la fin du mois de juillet 1945, après avoir formé près de 5 000 officiers.

## Organisation

### Personnel

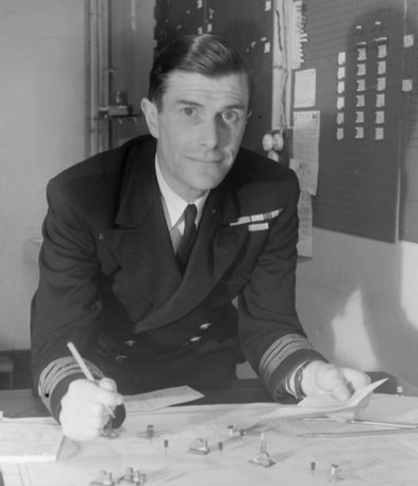
Captain Gilbert Roberts, directeur du WATU.

- Gilbert Howland Roberts (né le 11 octobre 1900 et mort le 22 janvier 1986) est le directeur du WATU de sa création à sa fermeture. Officier de marine, le « commander » Roberts commande le destroyer HMS Fearless en 1937. Il contracte la tuberculose en 1938, ce qui lui interdit les commandements à la mer et le conduit à prendre sa retraite. En 1942, au vu de l'expérience acquise au Portsmouth Tactical School entre 1935 et 1937 et en particulier de sa pratique des wargames navals, il est appelé à créer et diriger le WATU avec un grade de « Captain » à titre temporaire.

En 1945, après la cessation des hostilités, Roberts visitera le centre de commandement des U-Boote, à Flensburg. Il y découvre, affiché, son portrait associé à la mention : « Voici votre adversaire, Captain Roberts, directeur du Centre des tactiques anti U-Boote »,.
Commandeur de l'OBE, de l'ordre norvégien de St Olaf, de l'ordre polonais de Polonia Restituta, Gilbert Roberts était aussi officier de la Légion d'honneur.
66 personnes du WRNS servirent au WATU entre 1942 et 1945. Parmi elles, citons :
- Mary Poole – officier du WRNS. Première officier féminin à suivre la formation WATU ;
- Laura Janet Howes – officier du WRNS. Née à Antigua. Elle est recrutée pour ses compétences en mathématiques ;
- Elizabeth Drake – officier du WRNS. Elle travaillait déjà à Derby House, en tant que plotter, avant d'être affectée au WATU ;
- Nancy Wales – officier du WRNS. Née à Kingston upon Hull, elle rejoint le WRNS en 1941. Pratiquant avec passion le hockey, elle est recrutée pour sa connaissance du jeu d'équipe et de ses tactiques ;
- Jean Laidlaw – femme du rang du WRNS. Elle n'a que 19 ans quand elle rejoint le WATU en janvier 1942. Elle y sert jusqu'à la fin du conflit, d'abord comme plotter, puis participe rapidement aux wargames en tant que commandant soit d'U-Boote soit de navire d'escorte.

### Formations
Roberts avait découvert les wargames navals lors de son affectation au Portsmouth Tactical School, entre 1935 et 1937. Il participa avec enthousiasme à ces jeux de tactique, allant jusqu'à rédiger son propre jeu de règles. Les wargames en question étaient dérivés de ceux conçus par Fred T. Jane en 1898 (Jane Naval Wargame et Fighting Ships). En dépit de la forte influence qu'eurent les U-Boote durant le premier conflit mondial, les wargames de Roberts ne cherchaient pas à simuler la guerre sous-marine ni les attaques de convois. En fait, personne, au sein de la Royal Navy, ne s'était préoccupé d'étudier ce type de guerre jusqu'à l'établissement du WATU en 1942.
Dans les locaux du WATU, les wargames étaient conduits dans la plus grande des salles disponibles, au dernier étage de l'immeuble abritant le QG des Atterrages Occidentaux. Le sol était couvert d'un linoleum brunâtre, avec, au centre de la pièce, une grille peinte dotée de carreaux de dix pouces de côté, représentant chacun un mille nautique. Autour de la zone carroyée étaient disposées des cloisons de toile percées de petites fentes de vision. Les stagiaires tenant le rôle de commandant d'escorteur étaient placés derrière les cloisons de toile et pouvait regarder la zone carroyée par les fentes de vision. Les participants manœuvrant les U-Boote n'étaient pas derrière des cloisons de toile et avaient une vue totale du plateau du wargame. Les différents navires, ainsi que les U-Boote en surface étaient matérialisés par de petites maquettes en bois. Le déplacement des U-Boote était matérialisé sur la grille par des traits à la craie verte, difficilement visibles sur le sol brun par les stagiaires jouant l'escorte. En revanche, les mouvements des navires d'escorte étaient tracés à la craie blanche, facilement visibles par les stagiaires,.
Chaque stagiaire avait deux minutes pour prendre sa décision et rédiger les ordres correspondants. Les ordres étaient rédigés sur papier et passés aux Wrens, ceci pour éviter que l'un des joueurs ne soit influencé par ce qu'il pourrait entendre d'autres stagiaires. Les Wrens traduisaient les ordres et déplaçaient en conséquence les maquettes au sol, matérialisant les déplacements à la craie. Roberts avait au préalable fourni aux Wrens les renseignements nécessaires concernant les caractéristiques de tous les navires présents, la portée des torpilles allemandes (5400 yards), la vitesse des navires, leur rayon de giration, la présence d'ASDIC sur tel escorteur, ainsi que les contraintes comme la gêne occasionnée à l'ASDIC par les bruits de moteurs, la visibilité de nuit, entre autres paramètres.

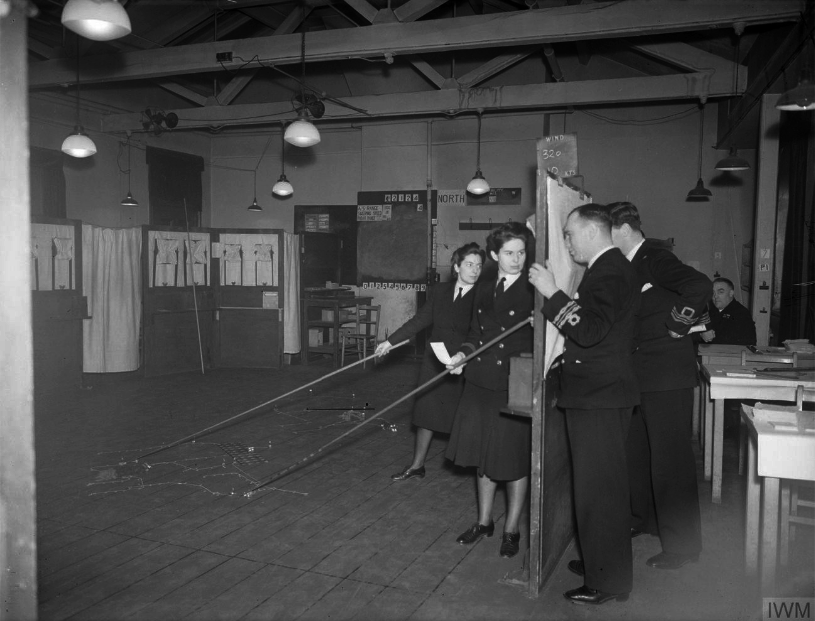
Un wargame en cours. Les personnages sur la droite sont des stagiaires jouant le rôle de l'escorte. La Wren au premier plan est Jean Laidlaw.
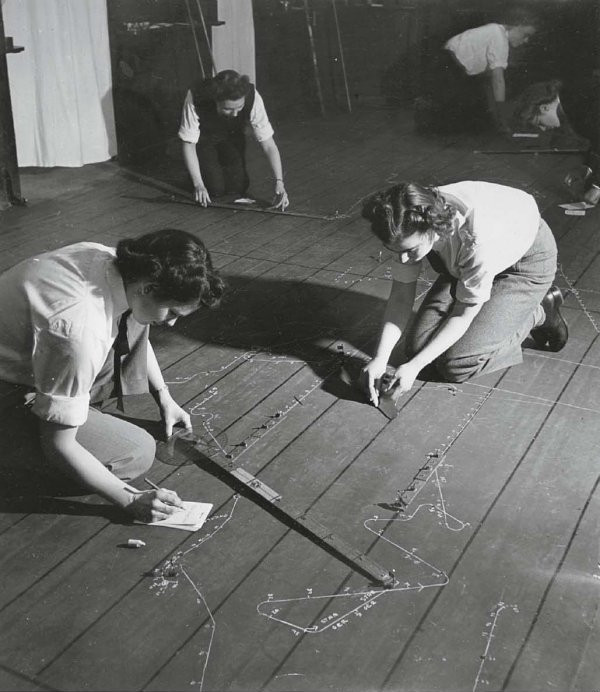
Wrens calculant le résultat des décisions prises par les stagiaires.
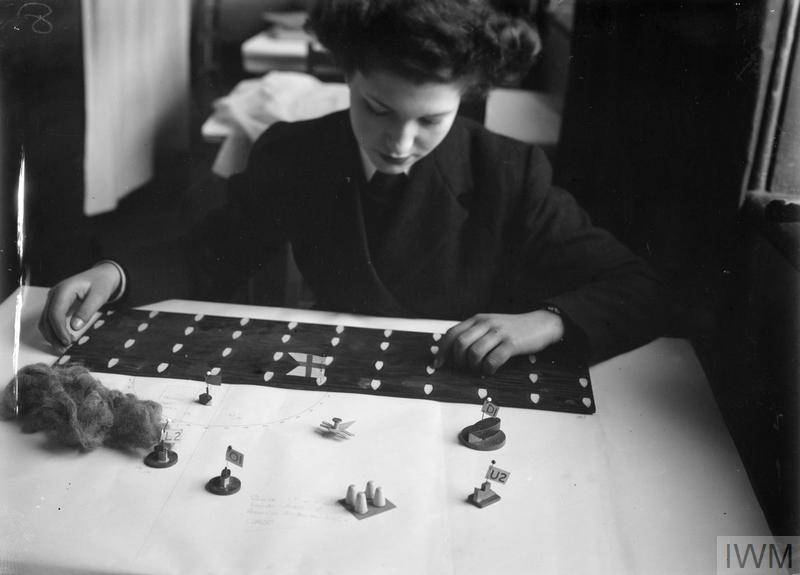
Une Wren préparant du matériel pour un wargame. Les pièces en bois représentent des escorteurs. La planche noire avec des formes blanches simule le convoi. L'écheveau de laine est destiné à simuler les écrans de fumée.
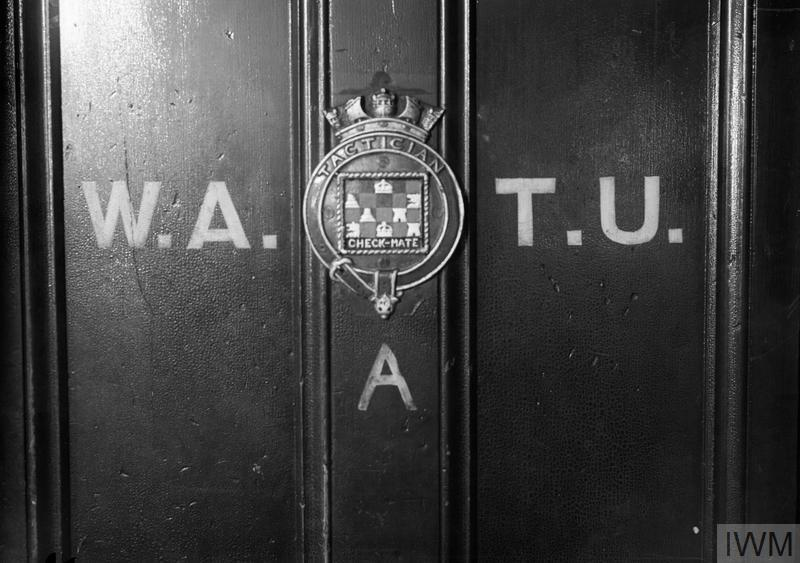
La porte d'entrée du  WATU. L'écusson est une relique du destroyer HMS Tactician, rayé des listes en 1931.

## Tactiques élaborées
Quelques exemples pour mieux comprendre l'action du WATU dans l'amélioration des tactiques anti-sous-marines.

### Framboise (Raspberry)

Les 3 temps de la tactique « Framboise ».

Durant le premier conflit mondial, les U-Boote attaquaient les convois en étant à l'extérieur du périmètre occupé par celui-ci. Les navires torpillés étaient ceux se trouvant sur les colonnes extérieures. En 1942, les rapports faisaient état de navires torpillés dans les colonnes centrales du convoi. Roberts forma l'hypothèse que les U-Boote pouvaient traverser l'écran des escorteurs pour se placer à l'intérieur de l'espace occupé par le convoi pour y lancer leurs torpilles. Avec son équipe, il testa les différentes méthodes qu'un U-Boot pouvait utiliser pour se placer à l'intérieur d'un convoi, les différentes possibilités alors offertes pour tirer ses torpilles et enfin la possibilité de s’esquiver sans être détecté. De ces simulations une tactique efficace fut mise en évidence. Le U-Boot devait approcher le convoi par l'arrière, restant en surface pour bénéficier de l'usage de ses moteurs diesels et de la vitesse élevée qu'ils autorisaient, supérieure à celle du convoi. Les attaques étant effectuées de nuit et les vigies surveillant plutôt l'avant du convoi, le sous-marin avait peu de risques d'être découvert. Une fois à l'intérieur du convoi, il devenait indétectable aux radars ; son écho étant noyé dans ceux des autres navires. Le U-Boot pouvait alors torpiller la cible de son choix, à courte portée, plonger et se laisser distancer par le convoi.
Avec son équipe, Roberts élabora une tactique pour contrer celle des U-Boote (voir le diagramme ci-contre). Quand un cargo du convoi est torpillé (1), les escorteurs situés sur les flancs et sur l'arrière se portent sur l'arrière du convoi et forment une ligne (2) ; utilisant leurs ASDIC, ils détectent le sous-marin en plongée et le traitent avec leurs charges de profondeur (3). Les escorteurs en tête du convoi conservent leur poste tout en effectuant des zigzags pour détecter l'U-Boot qui chercherait à s'échapper vers l'avant, à pleine vitesse et en surface. Le nom de code attribué à cette tactique avait été suggéré par l'une des WRENS, Jean Laidlaw, en faisant référence à une expression d'argot cockney (en),.
Raspberry fut diffusé par les officiers venant participer aux formations du WATU ; sa description fut aussi intégrée dans les Western Approaches Convoy Instructions, manuel fourni aux commandants des navires d'escorte. Assez rapidement, des rapports firent état de destructions d'U-Boote, après la mise en œuvre de Raspberry.

### Ananas (Pineapple)

Les 3 temps de cette tactique.

Ananas est une tactique utilisée quand la présence d'un U-Boot était suspectée bien en avant du convoi, par exemple par un avion de reconnaissance, par le Huff-Duff ou par un rapport des services de renseignements comme l'OIC, mais hors de portée des vigies du convoi. L'un des risques pris en compte était que ce sous-marin surveille le convoi pour découvrir comment se comportait l'escorte du convoi —  et permette de découvrir les tactiques comme Framboise — et informe le commandement allemand qui créerait des tactiques d'attaque inédites. Ceci posa les bases de la tactique Ananas. Le format de cette tactique avait été décrit par un officier canadien visitant le WATU. Le schéma qu'il avait grossièrement tracé avait, de loin, un certain rapport avec la forme d'un ananas et Roberts baptisa ainsi cette tactique supplémentaire.
L'idée de base de cette tactique était de piéger l'U-Boot présumé pour le couler ou, à tout le moins, l'inciter à s'éloigner. Dans les deux cas, cela évitait qu'il puisse observer le convoi, voire préparer son attaque. À l'annonce de la présence probable d'un U-Boot à l'avant du convoi (1), les escorteurs placés à l'avant et le long des flancs du convoi avançaient à pleine vitesse pendant 15 minutes, tirant des fusées éclairantes. Cela incitait l'U-Boot à plonger (2). En immersion, il ne pouvait être détecté, les ASDIC étant inutilisables à pleine vitesse. L'U-Boot pouvait s'esquiver et tenter à nouveau sa chance une autre nuit. S'il voulait rester près du convoi, il refaisait surface. Au bout des 15 minutes, les escorteurs faisaient demi-tour, à vitesse réduite, ASDIC en action, et sans tirer de fusées éclairantes. Si l'U-Boot était détecté, il était alors attaqué (3).

### Pas-de-côté (step-aside)

Les 3 temps de la tactique du « Pas-de-côté ».

Le « Pas-de-côté » est une tactique imaginée par le WATU pour qu'un escorteur puisse parer une attaque à la torpille acoustique lancée par le U-Boot qu'il est en train de chasser. Ces torpilles, comme le type T5 Zaunkönig, utilisées par les sous-marins allemands à partir du mois d'août de 1943, disposaient d'hydrophones les guidant de manière autonome vers la source de bruit la plus importante émise par l'escorteur, à savoir son, ou ses, hélice(s).
Dans les derniers mois de 1943, Roberts nota que les rapports indiquaient que les escorteurs étaient de plus en plus visés par les U-Boote. Un convoi privé de ses escorteurs devenait alors une proie facile pour les « Loups Gris » de Dönitz. Ces rapports avaient un point commun. L'escorteur ayant détecté le U-Boot mettait le cap vers sa position ; il était alors souvent torpillé sur sa poupe. La logique aurait voulu que la torpille lancée par le U-boot vise l'escorteur sur la proue puisqu'il se dirigeait vers lui. Dans ce cas, la cible présentée était étroite et un léger changement de cap permettait d'éviter la torpille. C'est pour cette raison que les U-boote préféraient attaquer une cible lui présentant son flanc, la torpille ayant une trajectoire rectiligne. L'hypothèse d'une mine fut envisagée, mais le nombre de ces torpillages la fit exclure.
Roberts émit l'hypothèse que les allemands avaient mis en service un nouveau type de torpille capable de viser, seule, la partie la plus bruyante de la cible, ses hélices. Ce type d'arme avait fait, depuis longtemps, rêver les sous-mariniers, et Roberts considéra que les allemands venaient de transformer ce rêve en réalité. En fonction des éléments dont il disposait, Roberts émit l'hypothèse que la torpille était en mesure de prendre en compte les bruits présents dans un cône de 60 degrés sur son avant (hypothèse qui se révéla conforme à la réalité). La première action de l'escorteur devait être de se placer en dehors de ce cône quand il se dirigeait vers l'U-Boot.
La tactique élaborée demandait à l'escorteur ayant détecté le sous-marin nazi de se diriger vers lui et de tirer des obus éclairants. Il indiquait ainsi au U-boot qu'il l'avait repéré. En réaction, le commandant du U-Boot plongeait et tirait sa torpille acoustique. L'escorteur virait alors, en prenant un cap de 150 degrés par rapport au convoi, à 15 nœuds, sur une distance d'un nautique (1). Il remettait alors cap sur la position estimée du sous-marin, le faisant naviguer sur une route à peu près parallèle à celle de la torpille (2). Après avoir parcouru la distance d'un nautique, il devait mettre le cap sur la dernière position connue du U-Boot, le détecter avec l'ASDIC et lui envoyer les chapelets de charges de profondeur (3).
Sa mise au point effectuée, Pas-de côté fut diffusé, par radio, aux commandants d'escorteurs en mer dès le 23 septembre 1943Modèle:Snf. Cette tactique réduisit grandement le pouvoir destructeur de ce nouveau type de torpilles. Les Alliés mirent aussi en service des bruiteurs comme les Foxer (en) et CAAT (pour la marine canadienne) pour lutter contre les torpilles acoustiques.

### Recherche Beta (Beta Search)
Recherche Beta est une tactique mise en œuvre quand la vigie d'un escorteur repère un sous-marin en surface, ou quand une émission radio de U-Boot est détectée. Dans ce cas, l'escorteur met le cap vers l'U-Boot, sans tirer de fusées éclairantes mais en faisant fonctionner son ASDIC et en lançant des charges de profondeur. La réaction du U-Boot devant la menace sera de plonger. L'escorteur doit dépasser la position estimée du sous-marin, lui laissant croire qu'il a échappé à la détection. Les wargames menés par Roberts et son équipe avaient mis en évidence que le sous-marin allait lentement tourner pour prendre une direction parallèle à la route suivie par le convoi. D'autres navires de l'escorte se ruaient alors vers la position estimée du U-Boot, aidés par le fait que le bruit du convoi allait noyer le leur. Arrivés sur la position estimée, ils lançaient leurs chapelets de grenades.
Recherche Beta a été mise au point par Roberts et Laidlaw. Son appellation venait des messages émis par les U-Boote (en code Morse) qui commençaient toujours par la lettre B suivie d'un trait (trait-point-point-point-trait). L'Amiral Horton vint personnellement tester cette nouvelle tactique dans un wargame au WATU. Jouant le rôle du commandant de U-Boot, face à Janet Okell jouant le rôle de l'escorte, il fut coulé cinq fois de suite.

## Vision rétrospective

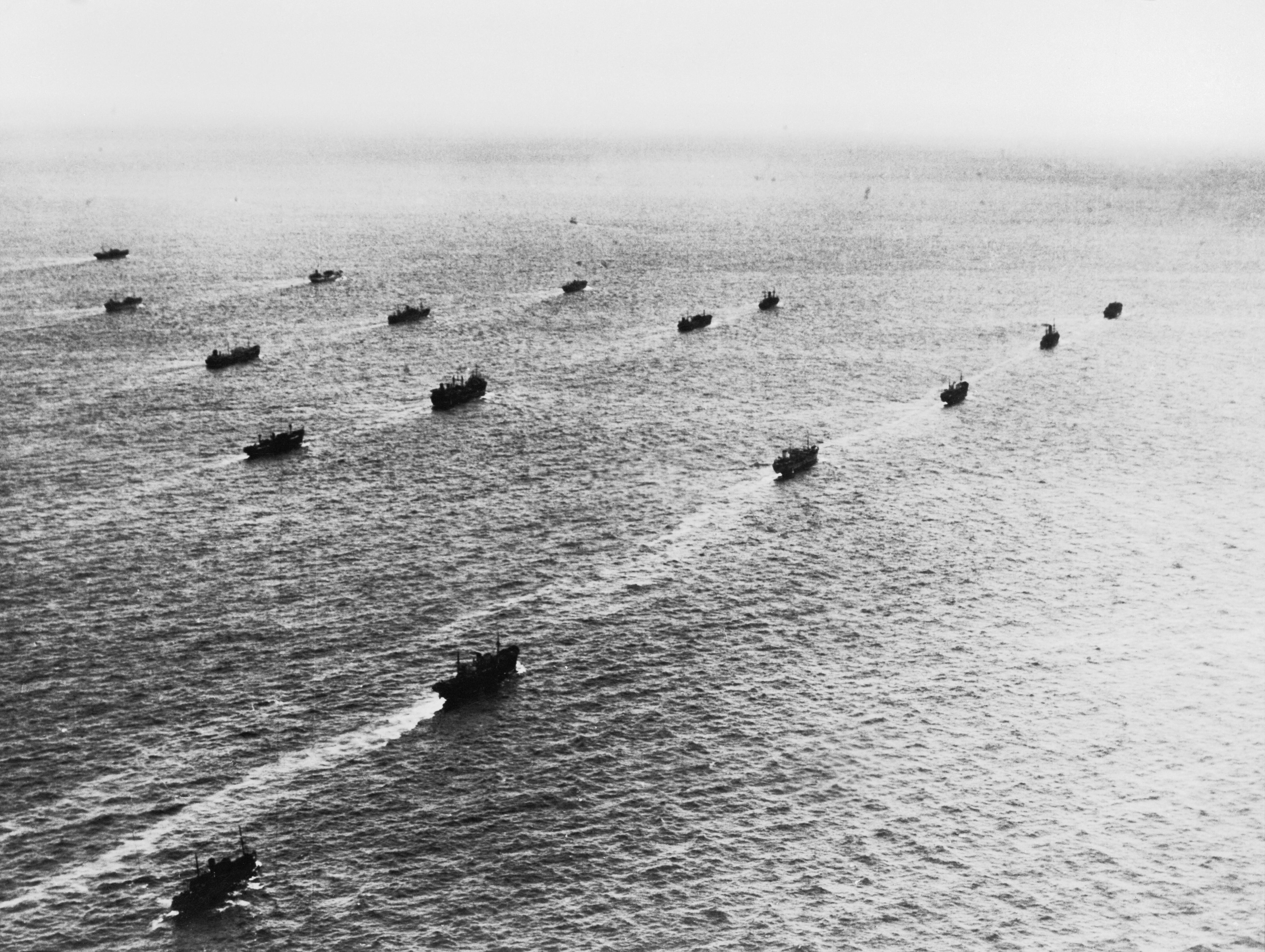
navires marchands en convoi (1943)

Après la fermeture du WATU, l'amiral Horton adressa le message suivant à ceux qui l'avaient fait fonctionner : « En mettant fin à l'existence du WATU, je tiens à exprimer ma gratitude et ma haute appréciation pour le travail magnifique accompli par le Capitaine Roberts et son unité qui ont contribué, et pas dans une faible mesure, à la défaite finale de l'Allemagne ». De son côté, l'amiral Noble adressa une lettre à Roberts, lettre dans laquelle il disait : « ... vous avez tenu un rôle important dans l'issue victorieuse de ce conflit parce que si nous n'avions pas gagné la Bataille de l'Atlantique, nul doute que nous aurions perdu la guerre ! ».
Ce qui met en valeur le centre de formation WATU dans l'histoire militaire est son utilisation du wargame pour étudier des scénarios réels et pour développer des solutions immédiatement mises en œuvre. D'ordinaire, la plupart des wargames sont joués en temps de paix et servent à entraîner les officiers à des conflits futurs ; les scénarios qu'ils exposent sont soit hypothétiques, soit basés sur des situations survenues des années auparavant, risquant de ne pas réellement simuler les situations d'un futur conflit par absence de prise en compte d'éléments imprévus, technologiques ou opérationnels.

#### Articles en anglais
- Geoffrey Sloan, « The Royal Navy and Organizational Learning — The Western Approaches Tactical Unit and the Battle of the Atlantic », Naval War College Review, vol. 72, no 4,‎ 2019 (lire en ligne)

#### Ouvrages en anglais
- Max Hastings, Inferno: The World at War, 1939-1945, Knopf Doubleday Publishing Group, 2011 (ISBN 9780307957184)
- Simon Parkin, A Game of Birds and Wolves: The Secret Game that Won the War, Hodder & Staughton, 2019 (ISBN 9781529353051)
- Richard Doherty, Churchill's Greatest Fear: The Battle of the Atlantic 3 September 1939 to 7 May 1945, Pen and Sword, 2015 (ISBN 9781473879416)
- Richard Overy, Why the Allies Won, W. W. Norton & Company, 1995 (ISBN 0-393-03925-0)
- Mark Williams, Captain Gilbert Roberts R. N. and the Anti-U-Boat School, Cassell, 1979 (ISBN 0-304-30386-0)
- David K. Brown, Nelson to Vanguard: Warship Design and Development, 1923–1945, Pen and Sword, 2012 (ISBN 9781473816695)
- Paul Akermann, Encyclopedia of British Submarines 1901-1955, Periscope Publishing Ltd., 2002 (ISBN 9781904381051)